# BVE TrainSim

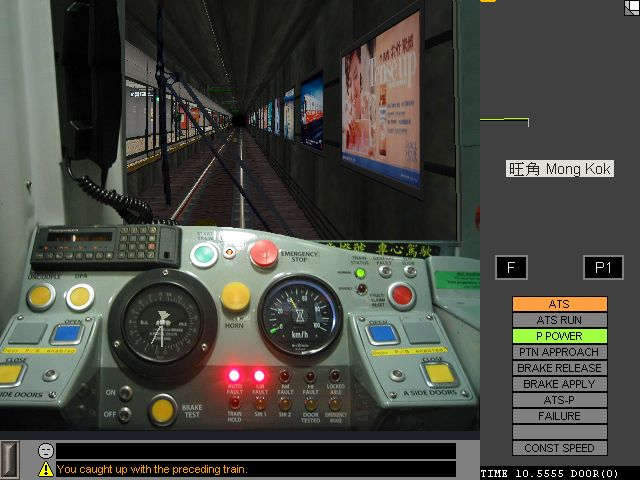
Screenshot van BVE 2

BVE Trainsim (vroeger BVE, een afkorting van Boso View Express, 暴走ビューエクスプレス) is een freeware treinsimulator, geschreven door Takashi Kojima, een (destijds) Japanse student. De vroegere naam, Boso View Express, was een woordspeling gebaseerd op de naam van de East Japan Railway Company 255 series EMU. Er is een internationale gemeenschap van routebouwers voor dit systeem.
Een aangepaste versie van het programma wordt gebruikt in het London Transport Museum als een interactief museumstuk. Momenteel zijn de Northern en de Jubilee Line, routes van de London Underground, op deze machines geïnstalleerd. Bezoekers kunnen mock-up cabines bezoeken en ervaren dat ze zelf door de London Underground rijden.
Onafhankelijk van elkaar zijn routes ontwikkeld in Azië, Noord-Amerika, Zuid-Amerika en Europa.

## BVE 2
Deze versie ondersteunt basisfuncties, zoals ATS, vergelijkbaar met het Nederlandse ATB en biedt ruimte voor het laten zien van een dienstregeling met aankomst en vertrektijden.

## BVE 4
In deze versie is er ondersteuning toegevoegd voor plug-ins voor ATS. Daarnaast biedt het ook de mogelijkheid om het beeld in en uit te zoomen, de deuren handmatig te bedienen en verschillende andere verbeteringen.
BVE 4 is gedeeltelijk achterwaarts compatibel met BVE 2-routes.
Gebruikers zijn onofficieel mogelijk om BVE 4 op Windows Vista te gebruiken. Echter is dit alleen mogelijk door een aantal DirectX dll's toe te voegen.

## BVE 5
In juli 2008 heeft de ontwikkelaar aangegeven dat hij is gestart met het van scratch ontwikkelen van BVE 5 door een wijziging in DirectX. De nieuwe versie zal ondersteuning hebben voor Windows Vista. De preview versie bevat een route met een nieuwe syntaxis en de route-objecten gebruiken alleen het X-formaat.

## openBVE
openBVE is een onafhankelijke poging door Michelle om een open source versie van BVE te maken. Dit komt ook door het feit dat BVE een tijd niet is doorontwikkeld. openBVE maakt in plaats van DirectX gebruik van het Tao framework, een implementatie van OpenGL en OpenAL om openBVE compatibel te maken met andere platformen zoals Linux en Mac OS X. Bovendien heeft openBVE ondersteuning voor interieure en exterieure views en biedt ondersteuning voor Windows Vista. Het programma is volledig compatibel met BVE 2- en BVE 4-routes.

## Geschiedenis
De geschiedenis van BVE start in 1995 wanneer Takashi "Mackoy" Kojima op de middelbare school zit. In die tijd had hij net een boek gekocht over het maken van videogames op een NEC PC-8801-computer, die hij gebruikte in die tijd. Geïnspireerd door de Densha de Go! en Train Simulator computerspellen, wilde hij zelf een treinsimulator bouwen.
In 1996 maakt Mackoy zijn eerste routes met daarin de 209 serie treinen, maar de graphics waren vrij simpel.
Gaandeweg maakte hij de Japanse treinbeveiligingssystemen waaronder ATS-SN, ATS-P en later ook ATC.
Toen Mackoy de overstap maakte van een NEC PC-8801 computer naar een IBM-PC computer, werden de graphics en de geluiden drastisch verbeterd. In 1999 maakte hij succesvol een route, namelijk de Uchibo Lijn, met de 113 series treinen. In 2000 zijn er verbeteringen aangebracht aan de treinsimulator, die een jaar later officieel is uitgebracht als BVE2.

## Vergelijking met andere simulators
BVE Trainsim wordt geprezen vanwege de uitstekende cabinefysica en erg realistische omgeving. BVE Trainsim wordt soms beter gevonden dan Microsoft Train Simulator en Kuju Rail Simulator omdat de routes en treinen die beschikbaar zijn voor BVE 4 gedetailleerder en realistischer zijn. Simpele zaken zoals accurate geluiden, verkanting, deuren die niet dicht kunnen vanwege het hoge aantal passagiers en volledig werkende veiligheidssystemen maken BVE een realistische simulator.
Echter ondersteunt BVE 2 en BVE 4 geen bewegende objecten en is er geen ondersteuning voor multiplayer.

## BVE downloaden
BVE is verkrijgbaar via de officiële website van de maker, Takashi Koijma, beter bekend als Mackoy.
Andere programma's die ook kunnen worden gedownload zijn:
- Track Viewer - voor het bekijken van CSV- en RW-routes
- Structure Viewer - voor het bekijken van CSV- en B3D-objecten en om deze te converteren naar het X-formaat
- Motor Editor - voor het bewerken van de treingeluiden
- Train Editor - voor het maken van treinen (Engelse versie beschikbaar bij Trainsimcentral)

Er zijn ook programma's die nog niet zijn vertaald in het Engels:
- Gauge Editor - een nuttige tool voor het maken van meters voor op treinpanelen
- Miror - voor het roteren van een object
- Object Converter - voor het converteren van B3D-objecten in CSV-objecten en vice versa
- CSV-X converter - voor conversie van CSV-objecten in het nieuwe X-formaat